# Macaca munzala
Macaca munzala is een aap van het geslacht makaken (Macaca), die voorkomt in het district Tawang van Arunachal Pradesh (Noordoost-India).

## Ontdekking
De soort is tijdens een expeditie in augustus 2003 ontdekt en in de zomer van 2005 beschreven door Sinha et al. (2005). Hij komt waarschijnlijk voor op een hoogte van 2000 tot 3500 m (de grootste hoogte van alle makaken op het Indiase subcontinent). Hoewel ze soms vlak bij dorpen voorkomen, zijn ze erg schuw en vluchten weg voor mensen. Hoewel ze vrij algemeen zijn, zijn er geen exemplaren gevangen. Het holotype is dan ook alleen gefotografeerd. De typelocatie is Zemithang (27°42'N, 91°43'O, 2800 m hoogte) in het district Tawang.

## Kenmerken
De meest onderscheidende kenmerken van deze nieuwe soort zijn een bleek stuk vacht rond de nek, een donkere plek op het voorhoofd en verschillende andere gezichtskenmerken. De gemiddelde lichaamslengte is 57,5 cm. Ze hebben een relatief korte staart van ongeveer 26 cm. Gemiddeld gewicht is 14-15 kg.

## Verspreiding
Deze makaak leeft in subtropische en gematigde loofbossen. In de zomer bestaat het dieet uit fruit en in de (soms strenge) wintermaanden uit boomschors en planten. In het zuidelijke deel van zijn verspreidingsgebied komt hij samen voor met Macaca assamensis pelops. De beschermingsstatus van deze soort is nog onduidelijk.

## Herkomst van de naam
De wetenschappelijke naam munzala is afgeleid van de naam in de lokale taal Dirang Monpa (gesproken door de boeddhistische Monpa), mun zala, wat "diep-bosaap" betekent (mun is diep bos en zala is aap).